# Marlou Kelleners
Marlou Kelleners (Born, 20 december 1993) is een Nederlands voetbalster die sinds 2012 uitkomt voor PSV/FC Eindhoven.

## Carrière
Kelleners speelde voor VV Born uit haar geboorteplaats Born alvorens zij in 2011 de overstap maakte naar VVV-Venlo om te gaan spelen in de Eredivisie voor vrouwen. In haar eerste jaar kwam ze tot 10 optredens. Na een jaar stapte ze over naar PSV/FC Eindhoven.

## Statistieken
| Seizoen | Club             | Land      | Competitie          | Wedstrijden | Doelpunten |
| ------- | ---------------- | --------- | ------------------- | ----------- | ---------- |
| 2011/12 | VVV-Venlo        | Nederland | Eredivisie          | 10          | 0          |
| 2012/13 | PSV/FC Eindhoven | Nederland | Women's BeNe League | 2           | 0          |
| Totaal  | Totaal           | Totaal    | Totaal              | 12          | 0          |

Bijgewerkt op 2 september 2012